# Аль-Гусейн, Ихаб
Ихаб аль-Гусейн (араб. إيهاب الغصين‎, 12 мая 1979, Эль-Кувейт — 7 июля 2024, Газа) — палестинский политик; он де-факто был представителем Министерства внутренних дел Палестинской автономии в секторе Газа, находящемся под управлением ХАМАС.

## Биография
Аль-Гусейн родился в 1979 году.
В 2012 году он стал директором Министерства связи сектора Газа до 2020 года, когда был назначен заместителем министра труда. Он участвовал в слиянии исполнительных сил ХАМАСа с палестинскими силами безопасности, в которые входят полиция, национальная и внутренняя безопасность, силы гражданской обороны и пожарные. Аль-Гусейн приказал освободить 150 заключённых, которые были членами ФАТХа и других палестинских группировок. Во время авиаударов Израиля по правительственным зданиям Хамаса в ходе операции «Литой свинец», в ходе которой Израиль заявил, что убивал боевиков Хамаса, запускавших ракеты, аль-Гусейн ответил, что убитыми были «работающие жители Газы, а не активисты, запускавшие ракеты».
По сообщениям палестинских СМИ, 7 июля 2024 года, во время войны между Израилем и ХАМАСом, в результате авиаудара Израиля по католической школе Святого Семейства в городе Газа были убиты аль-Гусейн и ещё трое человек. ХАМАС подтвердил его смерть и сообщил, что в результате авиаудара по дому погибли его жена и дочь.